# Su-cung
Su-cung (čínsky pchin-jinem Sùzōng, znaky tradiční 肅宗; 21. února 711 – 16. května 762) byl čínský císař vládnoucí v letech 756–762 říši Tchang. Byl synem a nástupcem císaře Süan-cunga; po dobytí tchangského hlavního města Čchang-anu armádou povstalců An Lu-šana jeho otec Süan-cung uprchl na jihozápad do S’-čchuanu. Su-cung se stáhl na severozápad do Ling-wu, kde se prohlásil císařem. Süan-cung se svému sesazení neprotivil. Vláda Su-sunga probíhala v bojích s výše zmíněným povstáním, roku 757 se mu podařilo dobýt zpět Čchang-an, na likvidaci povstání však neměl dost sil, boje s rebely trvaly až do roku 763, kdy již vládl Su-cungův syn a nástupce Taj-cung.

## Jméno
Su-cung je chrámové jméno císaře, jeho vlastní jméno bylo Li S’-šeng (čínsky pchin-jinem Lǐ Sìshēng, znaky 李嗣升), roku 725 změněné na Li Ťün (čínsky pchin-jinem Lǐ Jùn, znaky 李浚), roku 736 změněné na Li Jü (čínsky pchin-jinem Lǐ Yú, znaky tradiční 李璵), roku 738 změněné na Li Šao (čínsky pchin-jinem Lǐ Shào, znaky tradiční 李紹) a vzápětí na Li Čcheng (čínsky pchin-jinem Lǐ Hēng, znaky 李亨).

## Mládí
Su-cung se narodil roku 711 pod jménem Li S’-šeng za vlády císaře Žuej-cunga (císař 684–690 a 710–712) jako třetí syn následníka trůnu Li Lung-ťiho (později císař Süan-cung) a jedné z jeho manželek, Jang Kuej-pchin († 728), pocházející z císařského rodu říše Suej (581–618). Roku 712 Li Lung-ťi přiměl otce k rezignaci a sám nastoupil na trůn. Su-cung obdržel titul knížete ze Šan, knížecí tituly obdrželi i jeho starší bratři, Li S’-č’ a Li S’-čchien. Roku 715 byl Li S’-čchien povýšen na následníka trůnu.
Roku 725 byl mladý Su-cung přejmenován z Li S’-šenga na Li Ťüna a následující rok byl jeho titul změněn na knížete z Čung. Roku 729 vpadli do tchangské říše Kitani a Tatabové, Su-cunga císař formálně postavil do čela armády vyslané proti nim (fakticky vojsku velel jeho bratranec Li Chuej (李褘), kníže ze Sin-an. Li Chuej nájezdníky porazil a za odměnu Su-cung obdržel vysoký čestný titul s’-tchu. Roku 735 mu bylo opět změněno jméno, a sice na Li Jü.
Süan-cungova oblíbená konkubína paní Wu se snažila prosadit svého syna Li Maoa jako korunního prince. Roku 737 byl, v důsledku jejích intrik, následník trůnu Li S’-čchien (roku 725 přejmenovaný na Li Chunga) a několik dalších princů zbaveno postavení a donuceni k sebevraždě. Paní Wu však téhož roku zemřela. Císař novým následníkem poté v létě 738 jmenoval Li Jüa, přičemž mu jméno změnil na Li Šao. Vzápětí dvořané panovníka upozornili, že Li Šao je jméno korunního prince, který roku 453 svrhl a zabil svého otce a císaře, Süan-cung proto princovo jméno opět změnil, na Li Čcheng.

## Následník trůnu
Li Čcheng se stal následníkem proti přání tehdejšího hlavního ministra Li Lin-fua, který předtím podporoval paní Wu a jejího syna. Li Lin-fu se snažil Li Čchenga zkompromitovat, roku 746 obvinil bratry jeho hlavní manželky a jistého generála ze spiknutí proti císaři, Li Čcheng se ve snaze distancovat se od postižených se svou manželkou rozvedl. Téhož roku se byl nucen rozvést s jednou ze svých konkubín, když byl její otec zapleten do případu čarodějnictví.
Koncem roku 755 se velitel vojsk severovýchodu tchangské říše, generál An Lu-šan, vzbouřil. Povstalci začátkem roku 756 dobyli Luo-jang, An Lu-šan se prohlásil císařem státu Jen a v červenci 756 dobyli i tchangské hlavní město Čchang-an. Süan-cung prchl na jihozápad do S’-čchuanu, Li Čcheng se však od něj oddělil a odešel na severozápad do Ling-wu, kde se v polovině srpna 756 s podporou tamní armády prohlásil císařem. Jeho otec i tchangští regionální vojenští i civilní představitelé Su-cungovu uzurpaci uznali.

## Císař
Po převzetí moci si za hlavní úkol stanovil znovudobytí Čchang-anu. Útoky jeho vojsk na podzim 756 a na jaře 757 ale jenská armáda odrazila, tchangské oddíly přitom utrpěly velké ztráty. V červenci 756, ve snaze o posílení autority tchangské dynastie, Süan-cung pověřil některé své syny (včetně korunního prince) správou regionů. Zpravidla fakticky funkci nevykonávali, Li Lin, kníže z Jung, se však chopil správy území na středním toku Jang-c’ a začátkem roku 757 se vzbouřil. Pokusil se ovládnout též oblast dolního toku Jang-c’, byl však dostižen tchangskými oddíly a zabit. Jednota nepanovala ani v Ling-wu, kde se císařův třetí syn Li Tchan (který první navrhl nenásledovat Süan-cunga do S’-čchuan, ale odejít do Ling-wu a vynikl během cesty) střetl s císařovou oblíbenou ženou paní Čang a eunuchem Li Fu-kuoem, Li Fu-kuo a paní Čang obvinili Li Tchana ze spiknutí proti staršímu bratru Li Čchuovi (od roku 758 následníkovi, později císař Taj-cung) a císař, který jim uvěřil, přikázal Li Tchanovi spáchat sebevraždu.
Na podzim 757 vyjednal Pchu-ku Chuaj-en, tchangský generál teleského původu, spojenectví s Ujgurským kaganátem. Podle dohody Ujgurové poslali do Číny 4 tisíce jezdců. Ujgury posílená tchangská armáda v čele s Li Čchuem a Kuo C’-im v říjnu 757 vytáhla na Čchang-an, 13. listopadu v bitvě u chrámu Siang-ťi (deset mil jižně od města) porazila rebely, a následující den Čchang-an obsadila. Tchangská ofenzíva pokračovala postupem na východ, vítězstvím v další bitvě (mezi průsmykem Tung a Šen-čou) 30. listopadu a obsazením Luo-jangu 3. prosince 757. An Čching-sü, syn a následník An Lu-šana, se poté stáhl do Siang-čou (dnešní An-jang na severu Che-nanu). Tchangská vláda neměla prostředky na další ofenzivu, zastavila postup svých armád a soustředila se na obnovu hlavních měst. Po osvobození metropole se vzdal všech funkcí Su-cungův nejbližší ministr Li Mi, nejvlivnějšími osobnostmi dvora poté byli paní Čang (od roku 758 císařovna), eunuch Li Fu-kuo velící císařské gardě a korunní princ Li Čchu s titulem vrchního velitele vojsk.
Další tchangská ofenzíva začala v listopadu 758. Dvě stě tisíc vládních vojáků však bylo rozděleno pod velení devíti ťie-tu-š’, které koordinoval eunuch Jü Čchao-en. Důvodem uspořádání bylo, že dva nejváženější generálové – Kuo C’-i a Li Kuang-pi – odmítli sloužit jeden pod druhým a nedůvěrou vlády ke generálům. Přesto tchangská vojska porazila An Čching-süa v bitvě a oblehla ho v jeho sídle v Siang-čou. Obléhání trvalo celou zimu 758/759, na jaře si však tchangské strana – zřejmě vinou generála Li Kuang-pina – znepřátelila generála Š’ S’-minga z Fan-jangu kontrolujícího sever Che-peje, který začátkem roku 758 přešel na tchangskou stranu, ale nyní přišel na pomoc obleženým. Š’ S’-mingova armáda, která byla údajně více než desetkrát slabší než spojená tchangská armáda, se 7. dubna setkala se spojeným tchangským vojskem, ve zmatku vyvolaném prašnou bouří se však armády rozpadly a po obnovení pořádku se tchangští vojevůdci – nedůvěřující si navzájem a jednotlivě nedostatečně silní proti rebelům – stáhli. Š’ S’-ming poté zavraždil An Čching-süa i s jeho nejvěrnějšími stoupenci a sám se prohlásil císařem jenského státu. Na podzim 759 Š’ S’-ming znovu zabral Luo-jang, s tchangskou armádou v Che-jangu, 40 km severovýchodně od města se však neodvážil postupovat dále na západ. Na nějakou dobu boje utichly, když povstalci neměli dost sil k útoku, ale ani tchangská vláda nebyla schopna shromáždit dostatek prostředků pro ofenzívu.
Nezávisle na souboji říší Tchang a Jen vypukla v Číně řada regionálních vzpour a povstání, které vyčerpávaly tchangské síly. K největším z nich patřila vzpoura v údolí řeky Chan a na středním toku Jang-c’-ťiang roku 759 a znovu začátkem roku 760, povstání na dolním toku Jang-c’-ťiang v letech 760 a 762–763 a povstání v S’-čchuanu v letech 761 a 762.
Na jaře 761 Š’ S’-ming zaútočil na tchangskou armádu u Luo-jangu a v dubnu 761 ji rozdrtil. Povstalecká ofenzíva se však zhroutila, když vzápětí Š’ S’-minga zavraždil jeho syn Š’ Čchao-i, který se stal dalším císařem státu Jen. Změna panovníka oslabila povstalce, protože, podobně jako v případě An Čching-süa, ani Š’ Čchao-i neměl autoritu svého otce.
Začátkem května 762 zemřel bývalý císař Süan-cung a o několik dnů později i Su-cung. Trůn po něm převzal jeho nejstarší syn a korunní princ Taj-cung.